# おさかなはあみの中
『おさかなはあみの中』（おさかなはあみのなか）は、乱魔猫吉による日本のBL漫画作品。1994年7月20日にはOVAが『おさかなはあみの中 〜FISH IN THE TRAP〜』のタイトルで発売された。

## 概要
桜桃書房『GUST』及び他の桜桃書房雑誌に1990年から1994年にかけて連載されていた。2007年にエンターブレインから二冊組で新装版コミックスが発行され、最終章が書き下ろされている。ごく初期のBLであることもあって、舞台は共学校であり、主人公達それぞれに対する女生徒の思いも丁寧に描写されている。

## ストーリー
松井貴博は中三の時に友人とともに行った北勇高校の体育祭で、応援団長を務める塚本裕司の姿を眼にする。進学した北勇高校で塚本がキャプテンである水泳部に入部を希望した貴博に塚本が告げた意外な事実、それは、中学時代に公園で貴博を凌辱した犯人の一人が塚本だと言うことだった。ほんの気紛れによる凌辱は、だが塚本の中に貴博に対する意外なほどの執着を呼び起こし、以来ずっと塚本は貴博を見つめ続けていた。新入部員として再び自分の前に現われた貴博を、塚本はそのまま再度凌辱する。それは塚本の「愛」だった。
塚本を恐れつつ、関係を拒むことのできない貴博。不安定な貴博の姿は友人である廣瀬太一と吉野栄一にも不安をもたらす。中学時代、幼馴染である貴博への恋情を自覚したことで転校し貴博から離れることを選んだ吉野。だが、今の貴博の姿は吉野の恋情をも暴走させる。更に塚本の昔馴染みである唐川も、塚本を変貌させた貴博に嫉妬混じりの興味を抱く。
一方、廣瀬の兄でジャーナリストである耕太は、塚本裕司が次期社長となるはずの塚本グループの内情を調査していた。耕太は塚本の取材への協力を太一に打診するが、廣瀬太一はこれを断る。塚本に関わることは、友人である貴博の、自分には見せていない姿を知ることに他ならない。このことに対し、廣瀬は本能的な怯えを抱いていた。
　当初は恐怖しか覚えていなかったはずの貴博の塚本に対する感情は徐々に変化してゆく。そんな貴博に唐川は、表向き自殺したことになっていた貴博の父が、実際には勤め先である塚本グループによって殺害されていたこと、そして塚本がグループの跡取りでいわば貴博の仇であることを告げる。それでも塚本を好きだ、と言う貴博を相手に、唐川は無理心中を図るが、その企ては塚本と東石によって阻まれる。
が、この一件によって塚本と貴博の関係は塚本グループの一員であり、次期社長である塚本を補佐していた窪小路によって知られることとなる。貴博を「持ち駒の一つ」だと塚本に告げる窪小路。それは塚本も知らなかった塚本グループの暗部の存在を示唆していた。
上から止められた後も塚本グループの調査を続行していた廣瀬耕太は、塚本グループの暗部の存在に気づき、窪小路がそれに深く関わっていることも知る。が、窪小路は家族に被害を及ぼすことを示唆し、耕太を牽制する。更に窪小路は塚本から離れるよう、貴博をも脅迫する。塚本のうちには窪小路及び塚本グループに対する疑惑が育ってゆく。
以降結末までのネタバレあり、貴博が塚本に対する自分の思いを自覚してしまったことを知った吉野は貴博に対し、中学時代からの自分の思いを告げる。が、その思いから一度転校と言う形で逃げ出した吉野に対し、貴博が与えた答えは拒絶だった。貴博と塚本が出会った公園での凌辱事件、それは、そもそも吉野が転校してさえいなければ起こらなかったはずの事件だったのだ。その事件のことを教えられた吉野は、それでもなお塚本を好きだと言う貴博に逆上し、貴博を刺して逃げ出す。倒れた貴博は窪小路によって表向きは入院と言う形で実際にはそのまま監禁される。窪小路は貴博を探す塚本に貴博を見せ、その眼の前で貴博を撃ち、続いて塚本をも撃った。以降、貴博の行方は知れなくなり、自宅すらいつの間にか引き払われて母子二人での蒸発と言う扱いになっていた。自宅謹慎していた吉野が転校してゆき、塚本が卒業してもなお、貴博の行方は知れないままだった。この件に関しては既に塚本すら蚊帳の外に置かれていたのだ。塚本と廣瀬兄弟は手を組み貴博を探し続ける。
数年後、窪小路が逮捕され、国内で売春を強要されていた子供達が保護された。その中には薬物によって記憶を失った貴博も含まれていた。面会に来た塚本に全てを忘れている貴博はそれでも「知っている人のような気がする」といい、共に行くことを了承する。

## 登場人物
松井貴博（まつい たかひろ）
声 - 山口勝平
幼少時に父親を失い、母との二人暮らし。水泳をしている。ほのかな憧れを抱いていた進学先の高校の水泳部の先輩が、中学の時に遭遇した凌辱事件の犯人グループのリーダーであった。
塚本裕司（つかもと ゆうじ）
声 - 古澤徹
総合商社塚本グループの跡取り。会長である祖父によって、父親を飛び越えて次期社長となるよう教育を施されている。松井貴博が中学1年の時に出場した水泳の大会でも優勝している。
吉野栄一（よしの えいいち）
声 - 檜山修之
松井貴博の幼馴染。小学五年の新学期に転校してきた。貴博に対し自分が抱いている思いが恋情であると自覚し、中学二年の夏に転校してゆくが、高校で再会する。
廣瀬太一（ひろせ たいち）
高校における松井貴博のクラスメート。吉野とは異なり単なる友人としての観点から貴博を見守っている。
廣瀬耕太（ひろせ こうた）
廣瀬太一の兄。新聞記者だったが最終章においてはフリーになっている。
唐川敦（からかわ あつし）
声 - 飛田展男
別な高校に通う塚本裕司の悪友。塚本に対し恋心を抱いている。
東石龍之介（あずまいし りゅうのすけ）
声 - 中村大樹
唐川の相棒兼保護者兼恋人。大学生時代に唐川に惚れた、とのこと。
田野浦瑞貴（たのうら みずき）
声 - 子安武人
塚本裕司をライバル視する青年。一度貴博を拉致したことがある。
窪小路康治（くぼしょうじ こうじ）
塚本グループの暗部を一手に引き受けている。最終章における逮捕の際には塚本グループと無関係な扱いになっていることから、外部組織と言う形で引き受けていたものと思われる。初期においては殺害が主だった（貴博の父が犠牲になったのはこの頃）が、物語後半期からは相手を社会的に抹殺する方向にやり方を変えていた。
碓井正和（うすい まさかず）
声 - 目黒裕一
田野浦瑞貴の手下。
塚本会長（つかもと かいちょう）
声 - 梅津秀行
塚本裕司の祖父。裕司に会社を継がせるため、帝王学を学ばせる。
テル
声 - 岩永哲哉
吉野の幼少時代。なぜ、テルと呼ばれているかは明言されておらず、またテル、と呼ばれているのも第一話においてのみである。
女子学生
声 - 根谷美智子

## スタッフ
- 原作・原案 - 乱魔猫吉
- 監督 - 岡尾貴博
- 制作人 - 長嶋正巳
- 企画 - 長嶋博文、高橋広治
- プロデューサー - 川崎とも子
- 脚本 - 岡尾貴洋
- 画面構成 - 青木哲朗
- キャラクターデザイン・作画監督 - 中山由美
- 美術監督 - 宮前光春
- 撮影監督 - 大瀧勝之
- 音楽 - 加藤実
- 音響監督 - 明田川進
- 制作 - J.C.STAFF
- 製作 - 株式会社 桜桃書房

## 関連商品

### 漫画
単行本
- 『おさかなはあみの中』（著者：乱魔猫吉、桜桃書房〈ガストコミックス〉）
  - 第1巻 1993年2月1日発売 ISBN 4-87183-633-9
  - 第2巻 1994年3月1日発売 ISBN 4-87183-939-7
  - 第3巻 1994年11月10日発売 ISBN 4-87183-970-2

新装版
- 『おさかなはあみの中 The First』（著者：乱魔猫吉、エンターブレイン〈ビーズラビーコミックス〉、2007年10月15日発売） ISBN 978-4-7577-3737-2
- 『おさかなはあみの中 The Second』（著者：乱魔猫吉、エンターブレイン〈ビーズラビーコミックス〉、2007年10月15日発売） ISBN 978-4-7577-3815-7

### OVA
- 『おさかなはあみの中 〜FISH IN THE TRAP〜』（株式会社桜桃書房、1994年7月20日発売）VHS:GUS-001

### 音楽CD
- 『おさかなはあみの中 オリジナル・サウンドトラック』（テイチクレコード、1994年8月21日発売）TECD-30297